# هدى إيمان فرعون
هدى إيمان فرعون، فيزيائية وباحثة جزائرية، كانت تشغل منصب وزيرة البريد وتكنولوجيات الإعلام و الاتصال من 14 مايو 2015 إلى 14 يناير 2020.

## نشأتها ودراستها

### نشأتها
ولدت في الموافق 6 يونيو 1979، في سيدي بلعباس غرب الجزائر؛ حيث تمتعت بطفولة هادئة الحال وسط أسرة مكونة من 4 أطفال.

### دراستها
- شهادة الدراسات العليا في الفيزياء بجامعة سيدي بلعباس، 1999.
- ماجستير في الفيزياء بجامعة سيدي بلعباس 2001.
- دكتوراه في الفيزياء بجامعة سيدي بلعباس، 2005.
- دكتوراه في العلوم الهندسية بجامعة التكنولوجيا ببلفور مونتبليار، فرنسا، 2005.
- التأهيل العلمي الجامعي، بجامعة تلمسان، 2008.
- رتبة أستاذ، باللجنة الجامعية الوطنية، 2013.[9][10]

## المناصب التي تولتها
- أستاذة باحثة، بجامعة تلمسان: 2006 - 2011.
- مديرة عامة للوكالة الوطنية لتطوير البحث الجامعي: 2011 - 2012.
- مديرة عامة، بالوكالة الموضوعاتية للبحث في العلوم والتكنولوجيا: 2012 - 2015.[11]
- وزيرة البريد وتكنولوجيات الإعلام والإتصال: [1] 2015 - 2020.

## قضايا الفساد
إيداع الوزيرة السابقة فرعون الحبس المؤقت لمتابعتهما بتهم ذات صلة بقضايا الفساد وجاء قرار غرفة الاتهام بإيداع هدى فرعون الحبس المؤقت عقب استئناف وكيل الجمهورية محكمة سيدي أمحمد في أمر سابق يخص وضع المتهمة تحت الرقابة القضائية.

## وصلات خارجية
- حوار الساعة | وزيرة البريد وتكنولوجيات الاعلام والاتصال ايمان هدى فرعون (التلفزيون الجزائري) .
- قصة رائعة من الوزيرة «الشابة» هدى ايمان فرعون مع البكالوريا.
- ايمان هدى فرعون: اهمية تكنولوجية الضوء ينمي الوعي في المجتمع الدولي.